# Ober-Mörlen
Ober-Mörlen è un comune tedesco di 5 847 abitanti situato nel land dell'Assia.